# Turnhalle (Flehingen)

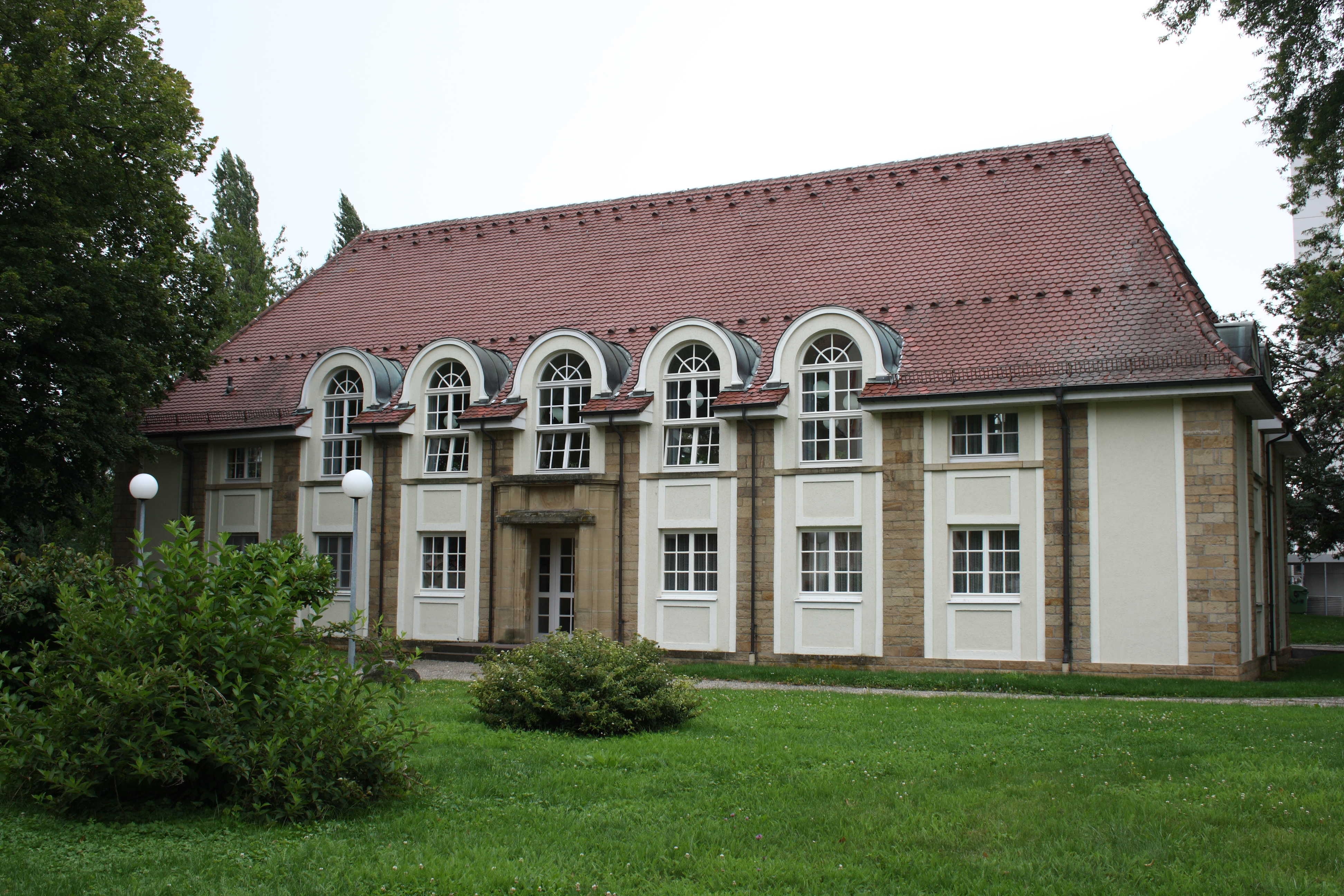
Turnhalle in Flehingen

Die Turnhalle in Flehingen, einem Ortsteil der Stadt Oberderdingen im Landkreis Karlsruhe in Baden-Württemberg, wurde 1911 errichtet. Die ehemalige Turnhalle mit der Adresse Gochsheimer Straße 21 ist ein geschütztes Kulturdenkmal.
Die eingeschossige Halle besitzt eine Trauflinie mit durchstoßenden, rundbogig abschließenden Fenstern.